# Chironius quadricarinatus
A cobra-cipó-marrom é uma espécie das chamadas Cobra-cipó, pertencentes a família Colubridae, encontrada no Brasil (Cerrado (ecossistema) dos estados do Mato Grosso, Minas Gerais, Bahia, Goiás, São Paulo e Rio de Janeiro), Paraguai (restrita a Assunção, segundo BAILEY, 1955) e Bolívia (apenas um espécime encontrado).
Sua reprodução é Ovípara e a sua dentição é Áglifa, não oferecendo grandes riscos aos humanos.
A etimologia do nome da espécie quadricarinatus deriva de quadri = quatro e carina = quilha, em referência às numerosas escamas dorsais em forma de quilha encontradas na espécie.